# Університет Бригама Янґа
Університе́т Бри́гама Я́нґа (УБЯ; англ. Brigham Young University; Прово, США) — великий приватний університет (належить Церкві Ісуса Христа Святих Останніх днів), заснований на релігійних та моральних принципах. Університет є найбільшим релігійним університетом у США та один з найбільших за розмірами приватних університетів світу — в 10 його коледжах навчається біля 34 тисяч студентів та працює понад 4 тис. викладачів.
УБЯ розташований у містечку Прово, штат Юта, США. Приблизно 98 % з 34000 студентів Університету Бригама Янґа є послідовниками «Церкви Ісуса Христа Святих останніх днів», або Мормонами. Третина студентів які навчаються в УБЯ, є мешканцями штату Юта.
Студенти Університету Бригама Янґа повинні дотримуватися кодексу честі, який заснований на вченнях «Церкви Ісуса Христа Святих останніх днів». Цей кодекс включає дотримування закону чесноти у навчанні, особистої гідності, стандартів одягу та зовнішнього вигляду, а також підкорятися законам цнотливості (забороняється вступати в будь-які статеві стосунки до шлюбу) та «Слову Мудрості» (не можна палити, вживати будь-які алкогольні напої, чай, каву] та шкідливі речовини), які широко пропагує «Церква Ісуса Христа Святих останніх днів».
Приблизно 97 % усіх студентів УБЯ чоловічої (32 % жіночої) статі до вступу в університет, або під час академічної відпустки, служать два роки як представники (місіонерів) «Церкви Ісуса Христа Святих останніх днів» в усьому світі.
У 2025 році університет був оголошений «небажаною організацією» у Росії.